# Кос Андрій Михайлович
Кос Андрій Михайлович (псевдонім Іван Залізняк) (11 грудня 1860, м. Комарно Перемишлівського округу, нині Городоцького району Львівської області — 25 березня 1918, там само) — український громадсько-політичний діяч. Адвокат. Депутат Райхсрату (1901—1907). Доктор права.

## Життєпис
Закінчив Львівську гімназію. В 1879-1880 рр. вивчав право у Львівському університеті, в 1880-1883 рр. — у Віденському. З 1886 р. — адвокат-стажист. У 1889 р. у Львівському університеті отримав звання доктора права. Працював адвокатом у Львові (1893–96), далі в місті Калуш (нині Івано-Франківська область). 
Заарештований 1915 року російськими військами і засланий до Сибіру. У 1917 році повернувся в Україну. Похований на цвинтарі в Комарні.

## Громадська діяльність
Член повітової ради Калуського повіту в 1898—1914 рр., член повітової управи (1913—1914).
Депутат X каденції Австрійського парламенту (1901–07) з V загальної курії від 10 округу (Стрий—Сколе—Турка—Бориня—Жидачів—Миколаїв—Журавно—Бібрка—Ходорів—Долина—Болехів—Рожнятів—Калуш—Войнилів). В парламенті входив до Руського клубу в групі народно-демократичних послів.
Співпрацював у 1890-х рр. із М. Павликом та Іваном Франком. Співредактор німецькомовного двотижневика «Ruthenische Revue» (1903–05), співзасновник журналу «Українське діло» (1905; обидва — Відень). Друкував свої статті у газеті «Молот» (від 1876), «Дзвін», «Громада», «Часописъ правнича» (від 1890). Публіцистика 1870–90-х рр. охоплювала соціально-побутові та політичні сфери: життя робітників і селян, практика представників владних структур та судочинців.
Співзасновник Селянського банку в місті Калуш (1901). У 1901 році виступив захисником на процесі В. Будзиновського і Я. Остапчука. Був захисником 101 українського студента з приводу подій у Львівському університеті 1 липня 1910, що спричинили смерть А. Коцка (викладача, що очолював студентський рух в університеті). Від 1907 — голова філії товариства «Просвіта» в Калуші.

## Вшанування
В Калуші його ім'ям названо вулицю в мікрорайоні Хотінь.